# Верхнеудинская синагога
Верхнеудинская синагога — дом собрания, был возведен в 1880 — 1882 годы в городе Верхнеудинск (с 1934 года — Улан-Удэ).

## История
Здание еврейского дома собрания в Верхнеудинске было построено в 1882 году.

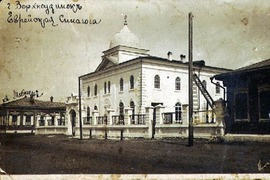
г. Верхнеудинск
Еврейская Синагога

Земля под молельню в 1880 году была куплена у верхнеудинской мещанки Аграфены Стерховой и на строительство было потрачено три тысячи рублей. Синагога расположилась на углу Смолина (бывшая ул. Большая Набережная) и Свердлова (бывшая ул. Сенная).
Здание было каменным, двухэтажным, увенчанным шлемовидным куполом. Нижний и верхний уровни зала занимали скамьи с пюпитрами.
В 1911 году в здание синагоги было проведено электричество, а спустя два года — телефон.
Синагога была ликвидирована 8 апреля 1929 года.
4 февраля 1934 года в здании синагоги открылся аэроклуб.
Сегодня в здании бывшей синагоги находится учебный корпус ВСГУТУ.